# Rachel Miner
Rachel Anne Miner, född 29 juli 1980 i New York i New York, är en amerikansk skådespelerska. Hon var gift med Ensam hemma-stjärnan Macaulay Culkin 1998–2002.

## Filmografi i urval
- 2001 – Bully
- 2005 – Little Athens
- 2006 – Fatwa
- 2006 – Penny Dreadful
- 2006 – Thanks to Gravity
- 2007 – The Still Life
- 2007 – Cult
- 2007 – Tooth & Nail
- 2007 – The Blue Hour
- 2007 – The Memory Thief
- 2008 – The Sacrifice
- 2008 – Hide
- 2009 – Butterfly Effect: Revelation
- 2010 – Love & Distrust
- 2011 – Area 51
- 2011 – Cross
- 2011 – Life of Lemon
- 2012 – In Their Skin